# Водонапірна вежа Warner Bros.

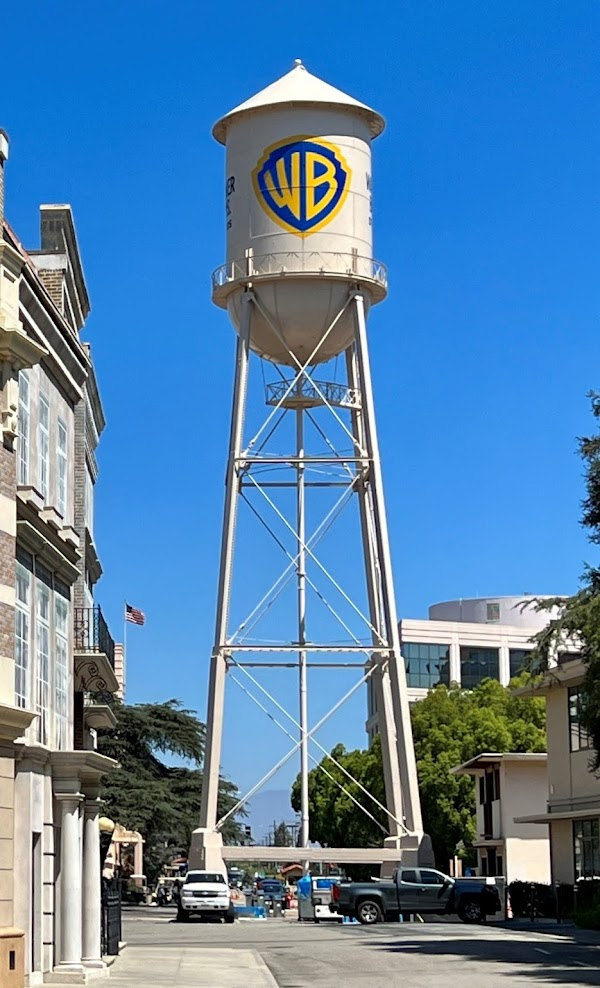
Водонапірна вежа Warner Bros. із логотипом «Warner Bros. Discovery» у 2022 році

Водонапірна вежа Warner Bros. — історична водонапірна вежа, розташована на території студії Warner Bros. у Бербанку, Каліфорнія, висотою 133 фути (41 метр). Побудована у 1927 році. Резервуар об'ємом 100,000 галонів (380,000 літрів) більше не використовується для зберігання води. Вона прикрашена щитом WB з обох боків і є символом компанії.

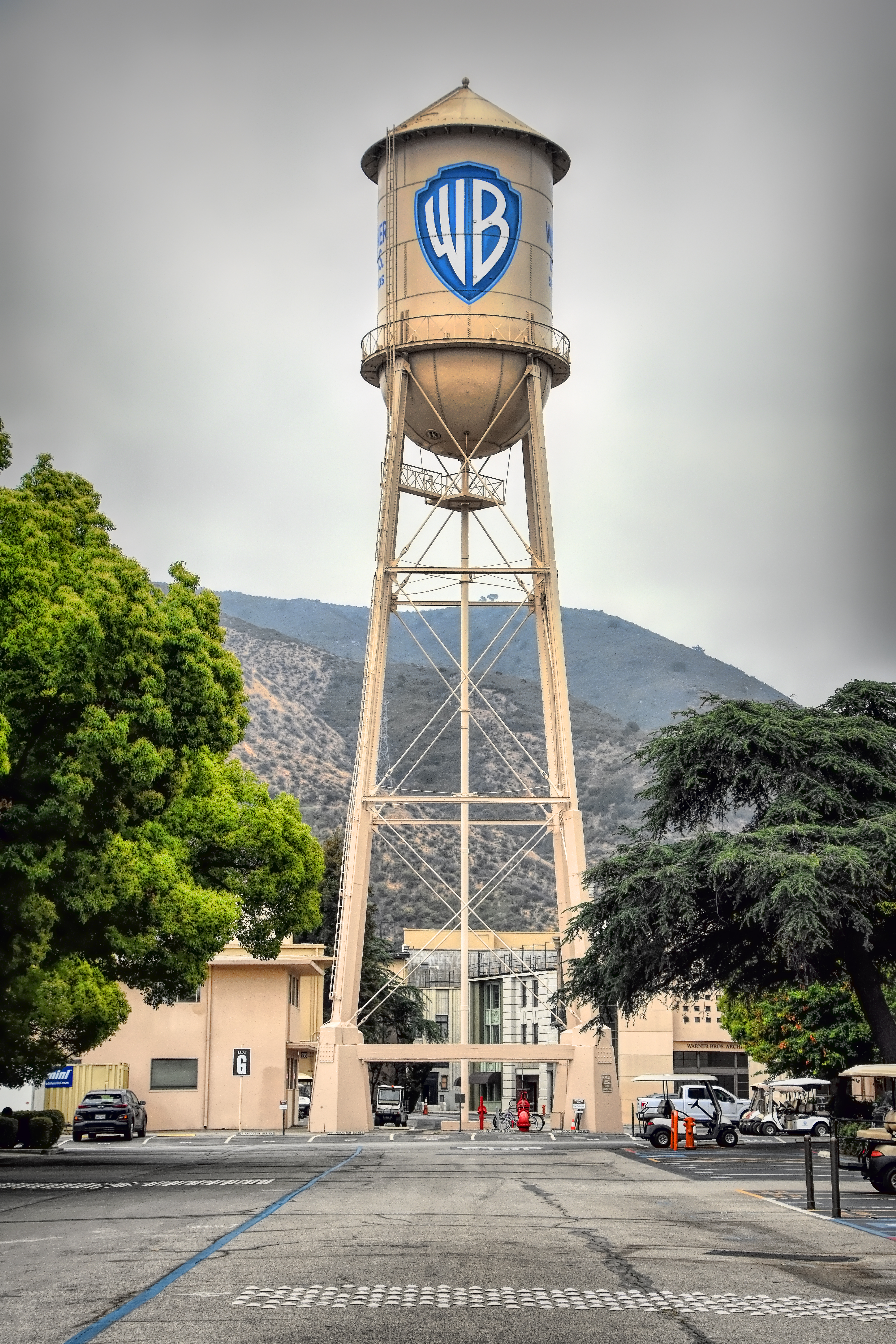
Водонапірна вежа у 2021 році з логотипом-щитом 2019 року, який використовувався на водонапірній вежі до заміни на щит «Warner Bros. Discovery» у 2022 році, коли WarnerMedia об'єдналася з Discovery, утворивши WBD.

Раніше вежа була розташована поруч із пожежною частиною Warner Bros., але її перенесли після землетрусу в Лонг-Біч 1933 року, коли Уорнери зрозуміли, що якщо вежа впаде на пожежну службу, це завадить екстреній допомозі. Такі вежі були звичайною річчю голлівудських студій того часу, оскільки вони забезпечували аварійне водопостачання у разі пожежі. Подібні вежі можна знайти на територіях студій Walt Disney, Paramount, Universal і Sony Pictures Studios.

## Використання у медіа
Вежа з'являлася у низці кінопродуктів компанії, чи то ігрових фільмах, чи то анімаційних. Наприклад, вона є домівкою Якко, Вакко та Дот Ворнерів з мультсеріалу Animaniacs, починаючи з внутрішнього всесвіту 1930-х років до їхньої втечі у 1990-х роках, а потім вони повертаються у вежу під час перезапуску 2020 року. Водонапірна вежа використовувалася в рекламах Kids' WB, дитячого програмного блоку, який з 1995 по 2006 рік транслювався в мережі The WB, а пізніше в мережі The CW у 2006—2008 роках. Вежа також є основою для назви та логотипу студії звукозапису компанії — WaterTower Music.
Інша вежа натхнена цією спорудою була побудована у Warner Bros. Park Madrid у 2002 році, а ще одна була побудована у 2018 році біля головного входу в тематичний парк Warner Bros. World в Абу-Дабі, ОАЕ.
Час від часу водонапірну вежу перефарбовують, щоб анонсувати та прорекламувати важливі події, пов'язані з компанією. Наприклад, 90-та й 100-та річниці студії, вихід Лего фільм: Бетмен та Барбі, запуск HBO Max (тепер Max), а також після утворення Warner Bros. Discovery.
Починаючи з фільму HBO Max Locked Down, перефарбована водонапірна вежа з'являється в новому інтро Warner Bros. Pictures, і є центральним елементом на майданчику (тепер відображеної у фотореалістичному CGI). Заставка була розроблена Devastudios у CGI форматі, щоб показати ділянку студії у «золоту годину», коли сонце сходить над перевалом Кахуенга на півдні, використовуючи програму Terragen для відтворення неба та хмар, схеми студії, а також фото/відео від WB Studio Tour Hollywood і Google Maps. У реальному житті сонце сходить на сході, над кладовищем Форест-Лон і Walt Disney Studios.
Після мультфільму Вонка логотип було оновлено. Крім того, елементи CGI були повторно відтворені за допомогою Academy Color Encoding System (ACES), а текстуру водонапірної вежі було перероблено за допомогою Adobe Substance 3D Painter.

## Галерея

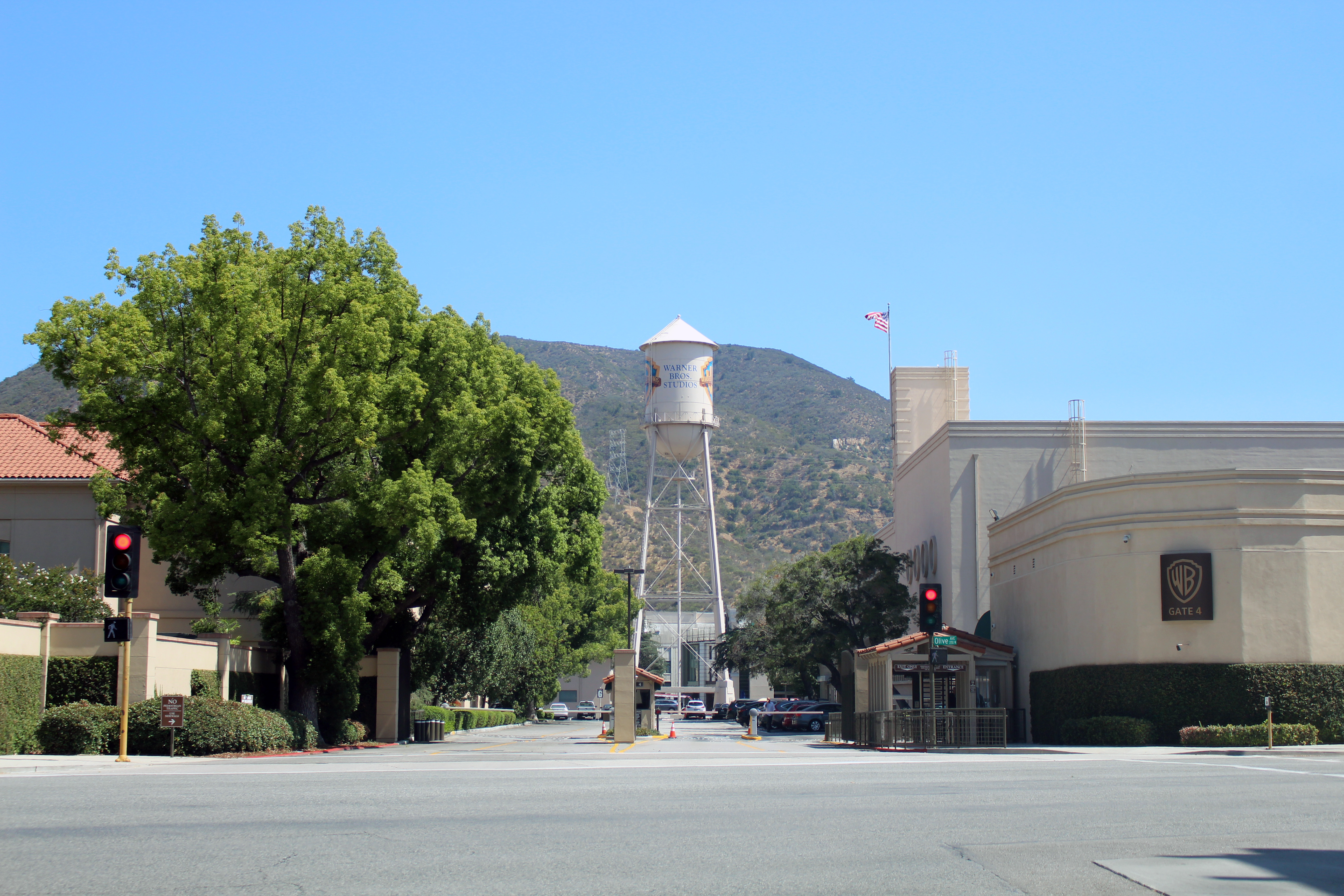
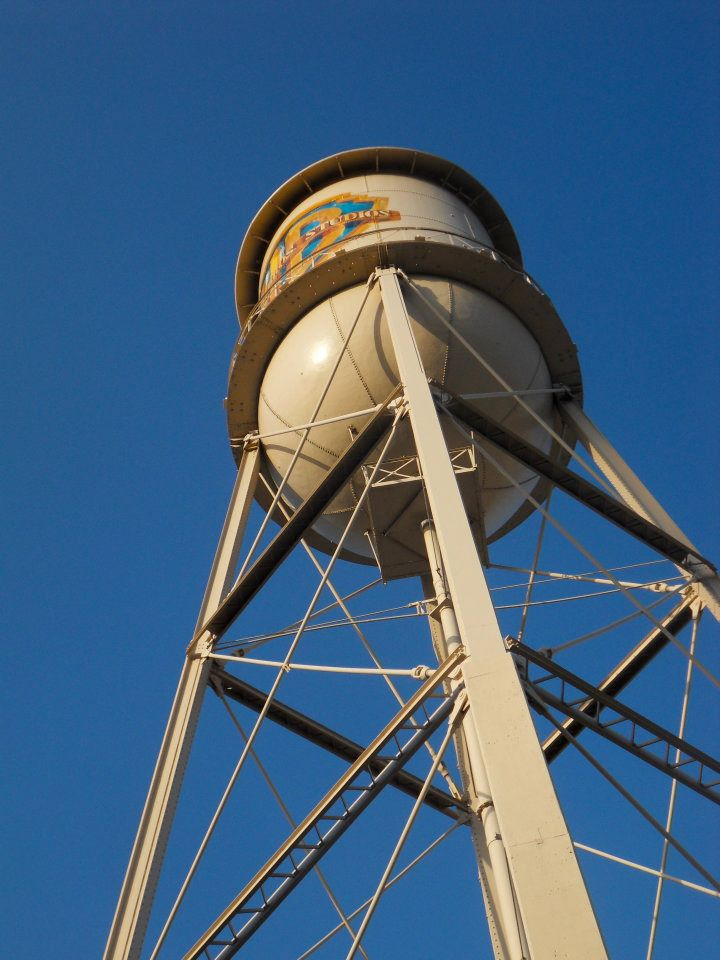
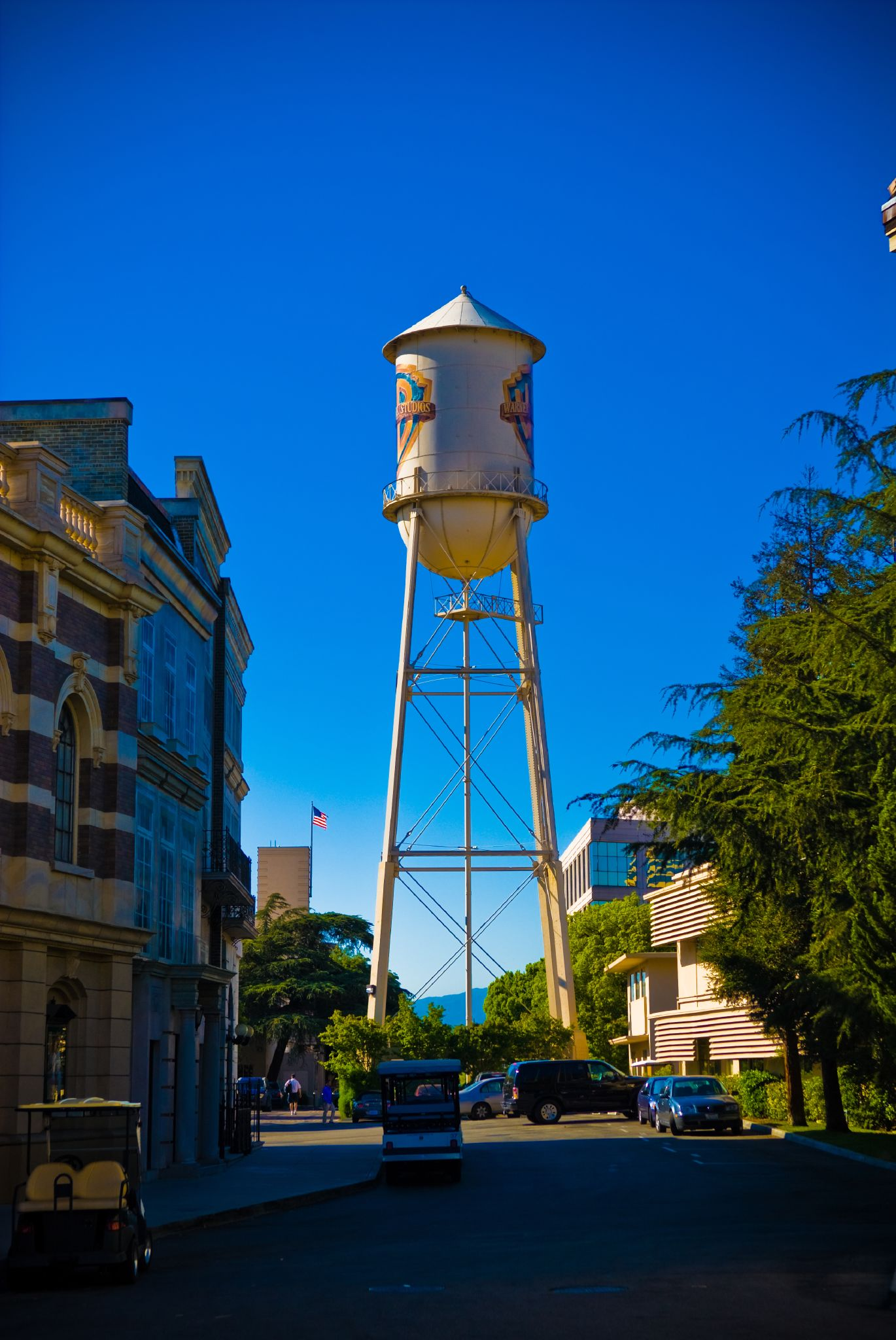
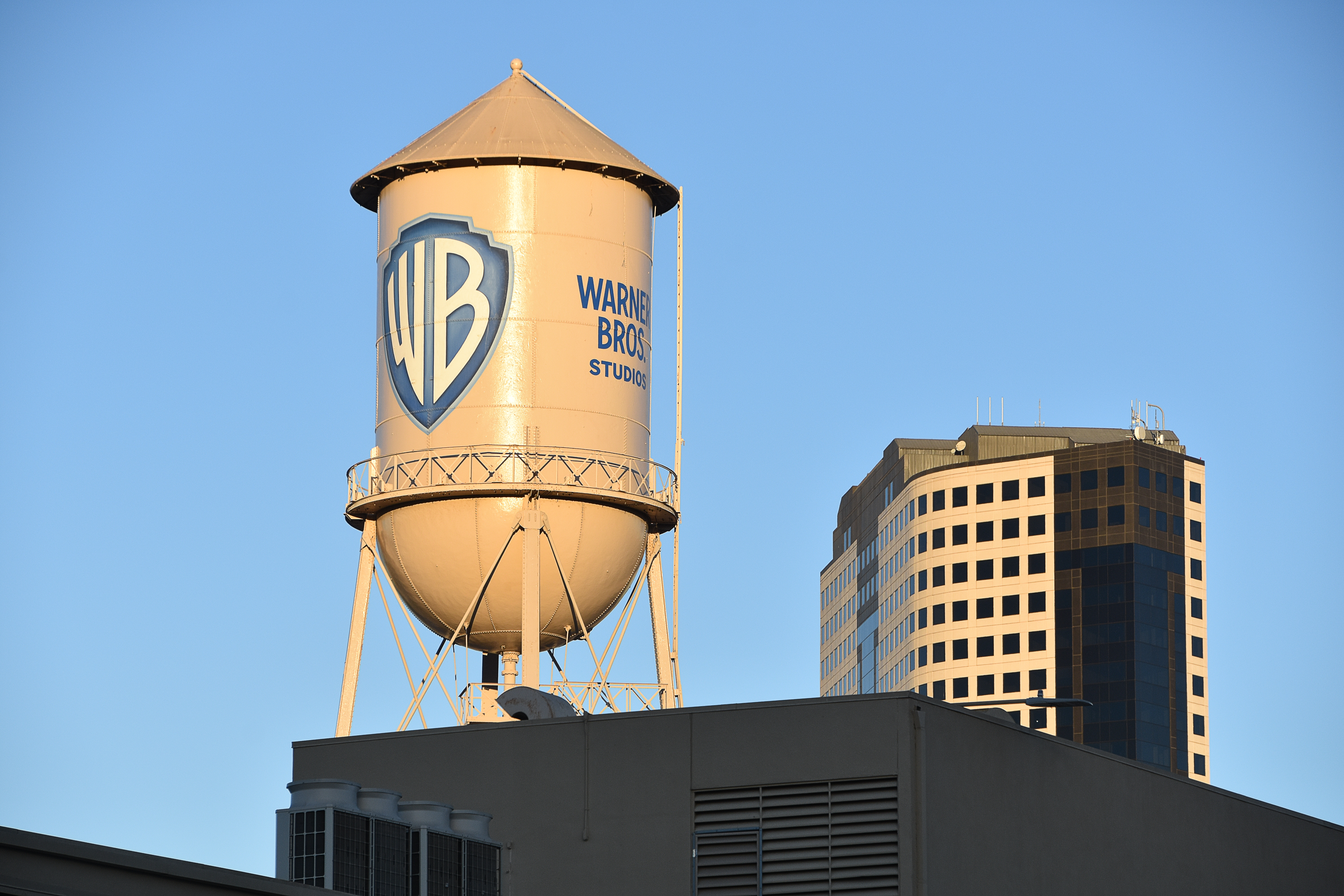
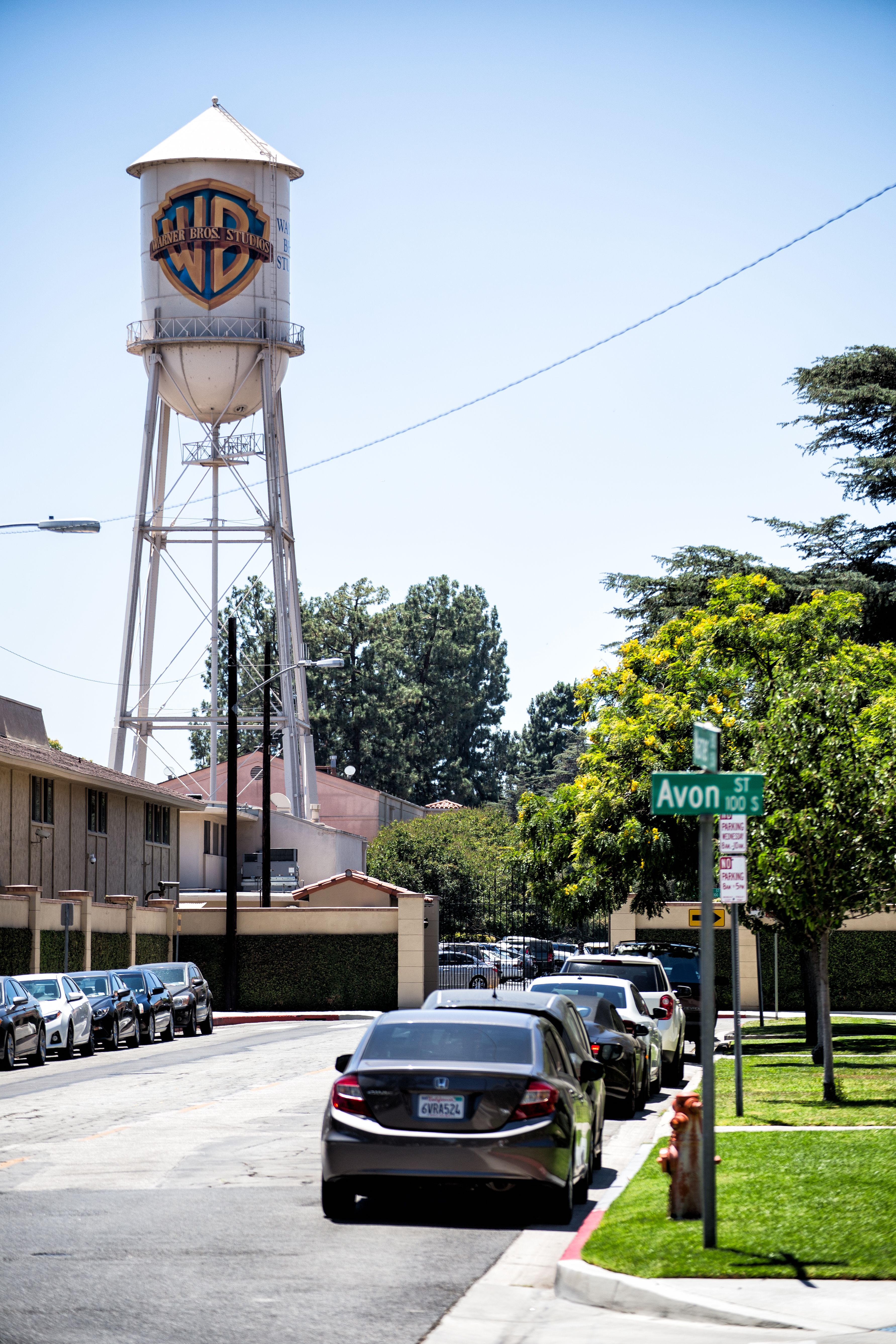